# Pramnischer Wein
Pramnischer Wein (griech.: Pramnios Oinos) war in der Antike eine geschätzte Weinsorte, die schon von Homer erwähnt wird. Er gilt als erster Wein der Literatur, dessen Herkunftsort bekannt war und wird somit auch als erste Herkunftsbezeichnung angesehen.
Als ursprüngliches Anbaugebiet gilt in der Geschichte des Weinbaus in Griechenland vor allem der Berg Pramne auf der Insel Ikaria, wo im antiken Pramnia Petra, nahe der an der Nordküste liegenden Hafenstadt Evdilos, spätestens ab dem 8. Jahrhundert v. Chr. der pramnios oinos hergestellt wurde. Später kam der Wein auch aus Lesbos und Smyrna und sogar vom griechischen Festland. Zur Zeit des Athenaios handelte es sich daher nur noch um eine generische Bezeichnung für dunklen Wein guter Qualität.
Siehe auch den Artikel Weinbau in Griechenland.